# Giuseppe Boldù
Giuseppe Boldù (* 13. Mai 1793 in Venedig; † 25. Dezember 1837 in Venedig) war von April 1834 bis zu seinem Tod eingesetzter Bürgermeister (Podestà) des zu dieser Zeit österreichischen Venedigs. Ihm folgte Giovanni Correr im Amt. Venedig, das von 1815 bis 1866 zu Österreich gehörte, erhielt während dieser Zeit jeweils einen auf drei Jahre ernannten Podestà, was vielfach unzulänglich mit ‚Bürgermeister‘ übersetzt wurde. Die Kommune schlug dazu drei Kandidaten vor, von denen der österreichische Kaiser einen aussuchte.

## Leben

### Familie
Giuseppe Boldù wurde am 13. Mai 1793 als Sohn des Adligen Francesco Boldù, der im Rat der Zehn saß, und seiner Ehefrau Anna dei conti Giovanelli im Palazzo Boldù a San Felice geboren. Giuseppes Großvater war Träger verschiedener Ämter in Dalmatien, Albanien und auf Korfu, dann Podestà und Capitanio von Padua. Früh starb der Vater und so wurde Giuseppe von Giacomo Zustinian Recanati und Giuseppe Priuli erzogen, dann zog er in ein Kloster auf Murano.

### Ernennung zum Podestà (April 1834), Amtsführung
Die Stadt schlug dem österreichischen Kaiser drei Kandidaten für das Amt des Podestà vor, von denen sich Franz I. für Boldù entschied.
In den wirtschaftlich schwierigen Zeiten gelang es ihm, die Finanzen der wohltätigen Vereine, insbesondere der Waisenhäuser zu ordnen und damit die Stadtkasse zu entlasten. Auch wurde wieder mehr Arbeitskraft und Geld in die Armenhäuser und die Erziehung der Kinder gesteckt. Mit einem Aufwand von mehr als 1,2 Millionen Lire wurden 57 Einrichtungen finanziert. Seit dem harten Winter 1830 waren die Straßen und Wege in einem schlechten Zustand, die Kanäle mussten repariert werden. Vor allem entlang des Canale della Giudecca wurde nun an vielen Stellen ausgebaut und -gebessert. An den Zattere entstand eine elegante Brücke.
Die Inseln San Michele und San Cristoforo wurden zu einer Insel vereinigt, um den kommunalen Friedhof zu vergrößern. Im Oktober 1835 grassierte die Cholera in Venedig, am 12. Dezember 1836 brannte das Theater La Fenice, doch wurde es binnen eines Jahres wieder aufgebaut.
Am 7. Dezember 1837 setzte Boldù sein Testament auf.